# صماخ، سوریا
صماخ (به عربی: صماخ) یک روستا در سوریه است که در ناحیه مرکزی سلمیه واقع شده‌است.